# 八面城站
八面城站，位于中华人民共和国辽宁省铁岭市昌图县八面城镇，是平齐铁路上的火车站，建于1917年，由沈阳局集团管辖。

## 歷史
- 建于1917年。

## 車站周邊
- 八面城客运站
- 昌图县第二高级中学
- 八面城镇实验小学
- 八面城镇人民政府
- 昌图县第二医院
- 中国农业银行八面城支行
- 八面兴隆商场
- 昌图一中

## 外部連結
- 中国铁路客户服务中心（页面存档备份，存于）